# آپارتمان ۷-آ
آپارتمان ۷-آ (انگلیسی: Apartment 7A) یک فیلم وحشت روان‌شناختی آمریکایی آماده اکران به کارگردانی ناتالی اریکا جیمز است که فیلمنامه را با کریستین وایت و اسکایلار جیمز بر اساس داستانی از اسکایلار جیمز نوشته است. این فیلم به عنوان پیش‌درآمدی برای بچه رزماری در سال ۱۹۶۸، که اقتباسی از رمانی به همین نام همین نام اثر آیرا لوین بود، باشد. جولیا گارنر، دایان ویست و مارلی سیو از بازیگران اصلی این فیلم می‌باشند. 